# Jacob Sloat Fassett

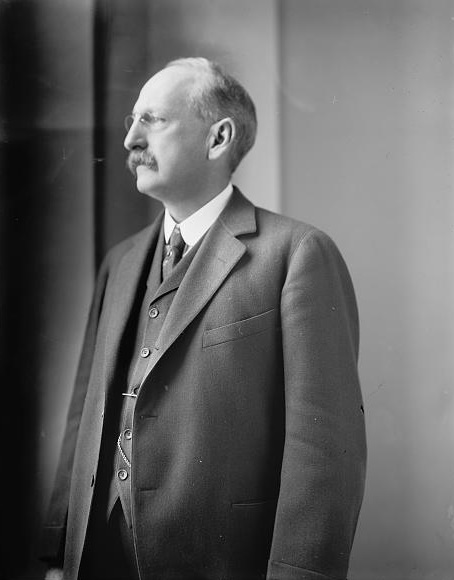
Jacob Sloat Fassett

Jacob Sloat Fassett (* 13. November 1853 in Elmira, New York; † 21. April 1924 in Vancouver, Kanada) war ein US-amerikanischer Politiker. Zwischen 1905 und 1911 vertrat er den Bundesstaat New York im US-Repräsentantenhaus.

## Werdegang
Jacob Fassett besuchte die öffentlichen Schulen seiner Heimat und studierte danach bis 1875 an der University of Rochester. Nach einem anschließenden Jurastudium und seiner 1878 erfolgten Zulassung als Rechtsanwalt begann er in Elmira in diesem Beruf zu arbeiten. In den Jahren 1878 und 1879 war er Bezirksstaatsanwalt im dortigen Chemung County. Damals erwarb er die Zeitung Elmira Daily Advertiser, die bis 1896 in seinem Besitz blieb. Zwischen 1879 und 1882 studierte er an der Universität Heidelberg. Nach seiner Rückkehr nach Elmira im Jahr 1882 praktizierte er wieder als Anwalt. Gleichzeitig schlug er als Mitglied der Republikanischen Partei eine politische Laufbahn ein. Zwischen 1884 und 1891 gehörte er dem Senat von New York an, dessen Präsident er von 1889 bis 1891 war. In den Jahren 1880, 1892 und 1916 nahm er als Delegierter an den jeweiligen Republican National Conventions teil. Von 1888 bis 1892 war er als Sekretär Mitglied im Republican National Committee. 1891 bewarb er sich um das Amt des Gouverneurs von New York, unterlag aber dem Demokraten Roswell P. Flower. Im August und September dieses Jahres leitete er für einige Wochen die Zollbehörde im New Yorker Hafen. Im Jahr 1904 war er auch Delegierter auf einem Verfassungskonvent seines Staates.
Bei den Kongresswahlen des Jahres 1904 wurde Fassett im 33. Wahlbezirk von New York in das US-Repräsentantenhaus in Washington, D.C. gewählt, wo er am 4. März 1905 die Nachfolge von Charles W. Gillet antrat. Nach zwei Wiederwahlen konnte er bis zum 3. März 1911 drei Legislaturperioden im Kongress absolvieren. Im Jahr 1910 wurde er nicht erneut bestätigt. Nach seiner Zeit im US-Repräsentantenhaus arbeitete Jacob Fassett in Elmira im Bankgewerbe und im Holzgeschäft. Außerdem investierte er im asiatischen Raum, vor allem im Bergbau. Im Jahr 1918 war er Vorsitzender der Republican Advisory Convention. Er starb am 21. April 1924 auf der Heimreise von einer Geschäftsreise nach Japan in Vancouver und wurde in Elmira beigesetzt.